# 木曾義康
木曾義康（1514年—1579年）是日本戰國時代武將。信濃國南部國人眾木曾氏第17代當主。父親是木曾義在。

## 生平
在永正11年（1514年）出生。於天文11年（1542年）期間繼承家督。天文10年（1541年）後，甲斐國守護武田晴信（信玄）正式侵攻信濃。天文22年（1553年），晴信驅逐北信國人眾村上義清以確保東信濃、中信濃。翌年（1554年），在晴信開始侵攻南信濃，並壓制知久氏和下條氏，成功攻佔伊那郡後，向晴信臣服（『勝山記』。）（一說指晴信在弘治元年（1555年）侵攻木曾）。
天文23年（1554年），隨著晴信侵攻南信，東美濃國惠那郡國眾遠山氏亦歸屬於武田氏，於是與美濃齋藤氏關係惡化。弘治元年（1555年），齋藤道三和織田信長侵攻遠山領地，武田氏派出援軍，並進行和睦交涉，期間，一直向晴信傳達東美濃的情勢。
此後，兒子義昌迎信玄的女兒（真理姬）為妻窒等，成為武田家的親族眾。永祿3年（1560年），與義昌一同撃退飛驒國的三木氏等。永祿8年（1565年）10月，木曾一族向木曾黑澤若宮八幡神社奉納三十六歌仙板畫，此時以宗春之名，在當主義昌之後寄進3枚。

## 外部連結
- 武家家伝＿木曽氏 （页面存档备份，存于）